# Quévert
Quévert é uma comuna francesa na região administrativa da Bretanha, no departamento Côtes-d'Armor. Estende-se por uma área de 12,48 km². Em 2010 a comuna tinha 3 934 habitantes (densidade: 315,2 hab./km²).